# Tiếng Phạn
Tiếng Phạn hay Sanskrit (chữ Hán: 梵; saṃskṛtā vāk संस्कृता वाक्, hoặc ngắn hơn là saṃskṛtam संस्कृतम्) là một cổ ngữ Ấn Độ và là một ngôn ngữ tế lễ của các tôn giáo như Ấn Độ giáo, Phật giáo Bắc Tông và Jaina giáo. Nó có một vị trí quan trọng trong văn hóa Ấn Độ và các văn hóa vùng Đông Nam Á tương tự như vị trí của tiếng Latinh và tiếng Hy Lạp trong châu Âu Trung Cổ; nó cũng là kết cấu trọng điểm của truyền thống Ấn giáo/Phệ-đà, nhưng ở một mức độ cao cấp hơn. Ngày nay nó là một trong nhiều ngôn ngữ chính thức của Ấn Độ, mặc dù tiếng Hindi (hindī हिन्दी) và các thứ tiếng địa phương khác ngày càng được dùng phổ biến.
Khác với quan niệm phổ biến, tiếng Phạn không phải là một ngôn ngữ chết. Nó vẫn còn được dạy trong các trường học và tại gia khắp nước Ấn, tuy chỉ là ngôn ngữ thứ hai. Một số người Bà-la-môn vẫn xem tiếng Phạn là tiếng mẹ đẻ. Theo một thông tin gần đây, tiếng Phạn được phục hưng như một tiếng địa phương thực dụng tại làng Mattur gần Shimoga, Karnataka.
Tiếng Phạn phần lớn được dùng như một ngôn ngữ tế tự trong các nghi lễ của Ấn Độ giáo dưới dạng ca tụng và chân ngôn (sa. mantra). Tiền thân của tiếng Phạn cổ là tiếng Phệ-đà (zh. 吠陀, en. vedic sanskrit), một ngôn ngữ được xem là một trong những thành viên cổ nhất của hệ ngôn ngữ Ấn-Âu, và văn bản cổ nhất của nó là Lê-câu-phệ-đà (zh. 棃俱吠陀, sa. ṛgveda). Bài này nhấn mạnh vào Hoa văn Phạn ngữ như nó được hệ thống hoá bởi Ba-ni-ni (zh. 巴尼尼, sa. pāṇini) vào khoảng 500 trước CN. Hầu hết những bài văn tiếng Phạn được truyền miệng qua nhiều thế kỉ trước khi được ghi lại tại Ấn Độ trong thời kì trung cổ.

## Lịch sử

### Từ nguyên

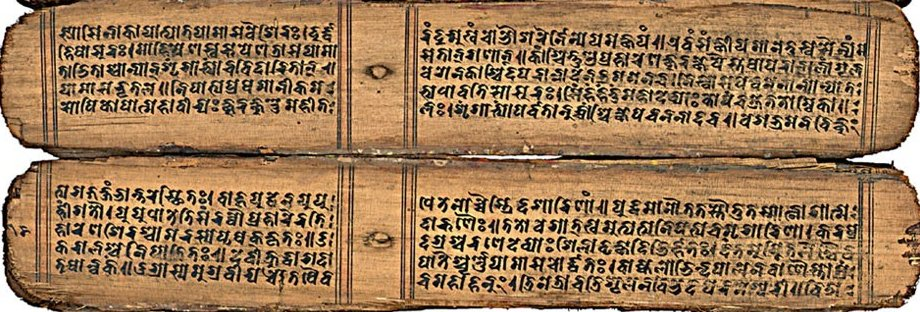
Bản tiếng Phạn của Devīmāhātmya trên lá cọ, theo lối viết cổ Bhujimol, của Bihār hoặc Nepāl, thế kỷ 11

Saṃskṛta là một quá khứ phân từ thụ động được hình thành từ tiếp đầu âm sam, có nghĩa là "gom lại", "đầy đủ" và gốc động từ √kṛ với nghĩa là "làm". Như vậy thì saṃskṛta có nghĩa là "được làm đầy đủ". Theo quan niệm Ấn Độ, cái được làm đầy đủ, trọn vẹn là tốt nên saṃskṛta cũng được hiểu là "toàn hảo". Các nhà dịch kinh Phật từ Phạn sang Hán dịch saṃskṛta là Phạn (Phạm 梵), có nghĩa là thuộc về Brahma, thuộc cõi trời thanh tịnh, thiêng liêng và theo nghĩa này danh từ Phạn ngữ (zh. 梵語) được dùng. Một cách gọi khác là Nhã ngữ (zh. 雅語).
Theo định nghĩa trên thì tiếng Phạn luôn là một ngôn ngữ cao cấp được dùng trong những lĩnh vực tôn giáo và khoa học, đối nghịch với những loại ngôn ngữ bình dân. Bộ văn phạm cổ nhất còn được lưu lại là Sách ngữ pháp tám chương (sa. aṣṭādhyāyī) của Ba-ni-ni (sa. Pāṇini), được biên tập vào khoảng thế kỉ thứ 5 trước CN. Bộ này cơ bản là một bộ ngữ pháp quy định, phán định (prescriptive) thế nào là tiếng Phạn đúng, thay vì mang tính chất miêu tả (descriptive). Tuy nhiên, nó vẫn hàm dung những phần miêu tả, phần lớn miêu tả những dạng từ ngữ Phệ-đà đã không còn phổ biến vào thời của Ba-ni-ni (sa. Pāṇini).
Mặc dù hầu hết những người học tiếng Phạn cũng đã nghe câu truyện truyền thống là tiếng Phạn đã được sáng tạo và tinh chế qua nhiều thế hệ (theo truyền thống là hơn một thiên niên kỉ) cho đến lúc được xem là toàn hảo. Khi danh từ Sanskrit (saṃskṛta) xuất hiện tại Ấn Độ, nó không được hiểu là một ngôn ngữ đặc thù, khác biệt so với những ngôn ngữ khác (người Ấn Độ thời đó thường xem ngôn ngữ là phương ngôn, tức là những thứ tiếng địa phương), mà chỉ là một cách ăn nói tao nhã đặc biệt, có một mối tương quan với các ngôn ngữ địa phương như trường hợp tiếng Anh "chuẩn" có mối tương quan với những loại phương ngôn được dùng tại Vương quốc Anh hoặc Hoa Kỳ. Kiến thức tiếng Phạn là một dấu hiệu của địa vị xã hội và học vị, được truyền dạy qua sự phân tích chặt chẽ những nhà văn phạm Phạn ngữ như Ba-ni-ni. Hình thái của ngôn ngữ này xuất phát từ dạng Phệ-đà có trước và các học giả thường phân biệt giữa tiếng Phạn Phệ-đà (vedic sanskrit) và tiếng Phạn cổ (classical sanskrit). Tuy nhiên, hai ngôn ngữ này rất giống nhau về nhiều mặt, chỉ khác nhau phần lớn ở một vài khía cạnh âm vận, từ vị và ngữ pháp. Cũng một số người cho rằng, Ấn Độ thời xưa có nhiều phương ngôn khác nhau và tiếng Phạn cổ là một trong những phương ngôn, Phệ-đà là một cấp bậc cổ hơn của một trong những phương ngôn này. Tiếng Phệ-đà có khuynh hướng chuyển các từ Ấn-Âu l ल् thành r र्, chuyển ḍ ड् và ḍh ढ् thành ḷ ऌ và ḷh ळ giữa các nguyên âm (với l uốn lưỡi).
Tiếng Phệ-đà là ngôn ngữ của những bộ kinh Phệ-đà, những thánh điển xuất hiện sớm nhất tại Ấn Độ và cũng là cơ sở của Ấn Độ giáo. Bộ kinh Phệ-đà cổ nhất, Lê-câu-phệ-đà, được biên tập trong thiên niên kỉ thứ hai trước CN. Các dạng từ ngữ Phệ-đà được lưu truyền cho đến giữa thiên niên kỉ thứ nhất trước CN. Vào khoảng thời gian này, tiếng Phạn thực hiện một bước chuyển biến từ một ngôn ngữ thứ nhất thành một ngôn ngữ thứ nhì của tôn giáo và học thức, đánh dấu bước khởi đầu của thời kì Hoa văn. Một dạng tiếng Phạn được gọi là tiếng Phạn sử thi (epic sanskrit) được tìm thấy trong những trường sử thi như Mahābhārata và những sử thi khác. Dạng tiếng Phạn này hàm dung nhiều thành tố prākṛta, là những thành phần vay mượn từ ngôn ngữ "bình dân", so với Hoa văn Phạn ngữ chuẩn. Cũng có một ngôn ngữ được các học giả gọi là Phật giáo tạp chủng phạn ngữ (Buddhist Hybrid Sanskrit); nó thật sự là một dạng prākṛta với những thành phần tiếng Phạn được dùng để tô hoạ thêm.
Người ta tìm thấy một mối quan hệ rất gần giữa những dạng tiếng Phạn và những dạng phương ngôn Trung Ấn (Middle Indo-Aryan Prākrits), hoặc giữa những ngôn ngữ địa phương (phần lớn kinh điển Phật giáo và Jaina giáo được ghi lại dưới dạng này) và những ngôn ngữ Ấn-Âu hiện đại. Các dạng ngôn ngữ Prākrit có lẽ xuất phát từ tiếng Phệ-đà và người ta cũng tìm thấy sự ảnh hưởng giữa các dạng tiếng Phạn sau này và các dạng Prākrit khác nhau. Và cũng có sự ảnh hưởng hai chiều giữa tiếng Phạn và các ngôn ngữ Nam Ấn thuộc hệ ngôn ngữ Dravida như tiếng Tamil.
Công trình nghiên cứu tiếng Phạn tại châu Âu, được khởi công bởi Heinrich Roth và Johann Ernst Hanxleden, đã dẫn đến sự đề nghị một hệ ngôn ngữ Ấn-Âu của Sir William Jones và vì thế đã giữ một vai trò quan trọng cho sự phát triển của ngành ngữ học châu Âu. Thật như vậy, ngành Ngữ ngôn học (cùng với Âm vận học v.v...) xuất phát đầu tiên trong giới nghiên cứu văn phạm Ấn Độ, những người đã tìm cách mục lục hoá và lập điều lệ các quy tắc trong tiếng Phạn. Ngữ ngôn học hiện đại chịu ảnh hưởng rất lớn của những nhà văn phạm này và cho đến ngày nay, những thuật ngữ then chốt cho sự phân tích hợp từ đều được lấy từ tiếng Phạn.

### Hệ ngôn ngữ Ấn-Âu
Tiếng Phạn thuộc nhóm ngôn ngữ Ấn-Aryan của hệ ngôn ngữ Ấn-Âu và, như vậy, nó có cùng gốc với phần lớn các ngôn ngữ châu Âu hiện đại, và cũng cùng nguồn với những ngôn ngữ châu Âu cổ như tiếng Latinh và tiếng Hy Lạp. Mối quan hệ có thể được minh hoạ qua hai từ cha và mẹ sau đây:
- Tiếng Phạn: pitṛ पितृ và mātṛ मातृ
- Tiếng Latinh: pater và mater
- Tiếng Hy Lạp cổ: πατηρ và μητηρ

Điểm đáng chú ý là sự tương đồng trong cấu trúc ngữ pháp, ví như giới tính (hay giống), chức năng của các sự kiện (hay cách), thời thái và hình thức (hay trạng).
Tiếng Phạn còn giữ tất cả tám cách ngữ pháp của tiếng Ấn-Âu nguyên thủy:
1. Danh cách (nominative)
2. Đối cách (accusative)
3. Cách dụng cụ (instrumental)
4. Dữ cách (dative)
5. Li cách (ablative)
6. Sinh cách (genitive)
7. Cách vị trí (locative)
8. Hô cách (vocative)

Thêm vào số một và số nhiều, tiếng Phạn còn có số hai khi chia động từ hoặc biến hoá danh từ. Điểm giống nhau giữa các tiếng Latinh, cổ Hi Lạp và Phạn đã đóng vai trò quan trọng cho sự phát triển của ngành nghiên cứu ngôn ngữ Ấn-Âu.

## Âm vận và cách viết

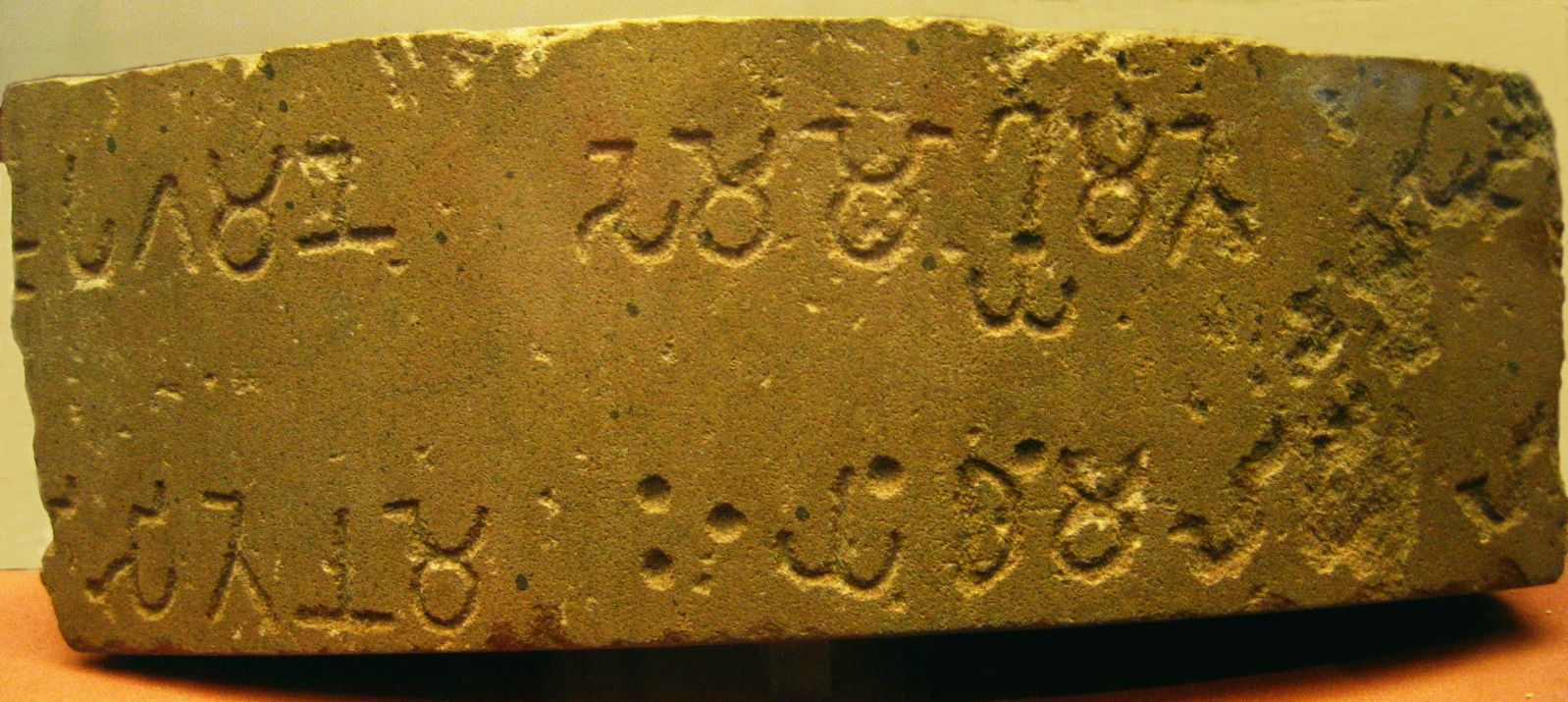
Chữ Brahmī trên cột trụ của vua A-dục

Bảng chữ cái tiếng Phạn bao gồm 13 mẫu âm, 33 phụ âm và 2 âm bổ sung. Cho 46 + 2 âm này thì hệ thống chữ viết Devanāgarī dành cho mỗi chữ một ký tự riêng biệt. Vì có nhiều âm và ký tự hơn bảng chữ cái Latinh nên khi phiên âm chuẩn mực, người ta cần có một loạt dấu đặc biệt—người Âu châu gọi là diacritics, Hán gọi là Khu biệt phát âm phù hiệu (zh. 區別發音符號)—hoặc phối hợp các ký tự khác nhau để ghi cách phát âm. Qua việc bổ sung năm phát âm phù hiệu
1. Dấu sắc cho âm hàm trên cọ xát răng (palatal sibilant) như trường hợp ś
2. Dấu ngã cho giọng mũi lưỡi đụng hàm trên (palatal nasal), trong trường hợp ñ

và phối hợp một phụ âm +h cho những âm có hơi đưa ra (aspiration), như trường hợp kh, người ta có thể trình bày tất cả những âm tiếng Phạn bằng các ký tự Latinh.

#### Nguyên âm đơn
| Devanāgarī              | Devanāgarī              | IAST | HK | Cách phát âm                                                               | Cách phát âm |
| Đứng riêng hoặc đầu chữ | Dấu nguyên âm trong chữ | IAST | HK | Tiếng Việt—Anh                                                             | IPA          |
| ----------------------- | ----------------------- | ---- | -- | -------------------------------------------------------------------------- | ------------ |
| अ                       |                         | a    | a  | phát âm a ngắn, nghiêng chút về âm ơ—gut                                   | ʌ            |
| आ                       | ा                        | ā    | A  | phát âm dài gấp đôi a—father                                               | aː           |
| इ                       | ि                        | i    | i  | phát âm i ngắn—pin                                                         | i            |
| ई                       | ी                        | ī    | I  | phát âm dài gấp đôi i—tweak                                                | iː           |
| उ                       | ु                        | u    | u  | phát âm u ngắn—push                                                        | u            |
| ऊ                       | ू                        | ū    | U  | phát âm dài gấp đôi u—moo                                                  | uː           |
| ऋ                       | ृ                        | ṛ    | R  | phát âm như ri, nhưng chỉ đọc phớt chữ i—một số phương ngữ Mỹ đọc như bird | r̩            |
| ॠ                       | ॄ                        | ṝ    | RR | như ṛ, nhưng dài gấp đôi—y trang, nhưng dài hơn và bị rung                 | r̩ː           |
| ऌ                       | ॢ                        | ḷ    | L  | đọc như li, nhưng chỉ đọc phớt chữ i—pickle                                | l̩            |

##### Nguyên âm mang tính chất phụ âm
ṛ, ṝ, and ḷ được xem là nguyên âm, nhưng cũng mang tính chất phụ âm (do đó thường được biết như consonantal vowel). Một vài nhà văn phạm truyền thống nhắc đến chữ ḹ ॡ, dạng dài của ḷ, nhưng chữ này không được tìm thấy trong các văn bản thật sự, chỉ có ở một vài tác phẩm văn phạm đặc thù, có lẽ được đưa ra chỉ để tạo tính tương đồng với những nguyên âm khác.

#### Phức hợp âm
Tất cả các phức hợp âm (diphthongs) đều được phát âm dài.
| Devanāgarī              | Devanāgarī              | Chuyển tự | Cách phát âmp       | Cách phát âmp |
| Đứng riêng hoặc đầu chữ | Dấu nguyên âm trong chữ | Chuyển tự | Tiếng Việt—Anh      | IPA           |
| ----------------------- | ----------------------- | --------- | ------------------- | ------------- |
| ए                       | े                        | e         | phát âm như ê—hay   | eː            |
| ऐ                       | ै                        | ai        | phát âm như ai—bite | aːj           |
| ओ                       | ो                        | o         | phát âm như ô—snow  | oː            |
| औ                       | ौ                        | au        | phát âm như au—pow  | aːw           |

Nguyên âm có thể được tăng thêm âm mũi (tị âm hoá, nasalized).

### Phụ âm
|                           |                                 | Âm môi (labial) | Âm môi (labial) | Âm môi răng (labiodental) | Âm răng (dental) | Âm răng (dental) | Âm uốn lưỡi (retroflex) | Âm uốn lưỡi (retroflex) | Âm vòm (palatal) | Âm vòm (palatal) | Âm vòm miệng mềm (velar) | Âm vòm miệng mềm (velar) | Âm cổ họng (pharyngeal) | Âm cổ họng (pharyngeal) |
| Tử âm (stop)              | Không có tống khí (unaspirated) | p प             | b ब             |                           | t त              | d द              | ṭ (T) ट                 | ḍ (D) ड                 | c (ch) च         | j ज              | k क                      | g ग                      |                         |                         |
| Tử âm (stop)              | Có tống khí (aspirated)         | ph फ            | bh भ            |                           | th थ             | dh ध             | ṭh (Th) ठ               | ḍh (Dh) ढ               | ch (chh) छ       | jh झ             | kh ख                     | gh घ                     |                         |                         |
| Âm mũi (nasal)            | Âm mũi (nasal)                  | m म             | m म             |                           | n न              | n न              | ṇ (N) ण                 | ṇ (N) ण                 | ñ (J) ञ          | ñ (J) ञ          | ṅ (G) ङ                  | ṅ (G) ङ                  |                         |                         |
| Bán nguyên âm (semivowel) | Bán nguyên âm (semivowel)       |                 |                 | v व                       |                  |                  |                         |                         | y य              | y य              |                          |                          |                         |                         |
| Âm lưu chuyển (liquid)    | Âm lưu chuyển (liquid)          |                 |                 |                           | l ल              | l ल              | r र                     | r र                     |                  |                  |                          |                          |                         |                         |
| Âm ma sát (fricative)     | Âm ma sát (fricative)           |                 |                 |                           | s स              | s स              | ṣ (S) ष                 | ṣ (S) ष                 | ś (z) श          | ś (z) श          |                          |                          | ḥ (H) ः                  | h ह                     |

Tuỳ âm ं ṃ biến đổi theo nguyên âm đi trước, tăng thành phần giọng mũi của nguyên âm. Ví dụ: saṃsāra đọc như sang|sāra, saṃhitā đọc như sang|hitā. Tuỳ âm tăng phần âm mũi của nguyên âm trước những phụ âm y, r, l, v, ś, ṣ, s.

### Nhấn giọng (pitch)
Trong tiếng Phạn, đặc biệt là tiếng Phạn Phệ-đà, các âm tiết được nhấn mạnh bằng một dấu thanh âm điệu, có nghĩa là âm tiết được nhấn mạnh có một thanh điệu khác. Các nhà văn phạm Ấn Độ truyền thống định nghĩa ba thanh: udātta "cao thanh", anudātta "không cao thanh" và svarita "có âm điệu". Thông thường, khi ký âm người ta dùng dấu acute ॔ để trình bày âm cao udātta, và dùng dấu grave ॓ cho an-udātta. Thanh điệu svarita chỉ xuất hiện như kết quả của sự phối hợp giữa các nguyên âm theo quy tắc tạo âm điệu nghe êm tai (euphony) và vì thế, nó ít xuất hiện.

### Hợp biến (sandhi)
1. Nếu hai chữ trực tiếp đi theo nhau thì ta thường thấy sự biến đổi trong âm kết thúc của chữ đầu và khởi âm của chữ thứ hai vì nguyên do giản hoá và êm tai (euphony)
abcd efgh → abcx efgh, hoặc abcd yfgh, hoặc abcx yfgh
Trong văn cảnh nhất định, hai chữ đã biến đổi thường được viết chung và như vậy, việc phân biệt và nhận ra một chuỗi chữ đã biến đổi, thậm chí chưa quen không phải là dễ. Ví dụ như nhận chữ:
abcxyfgxzjkl
là chuỗi chữ
abcd efgh ijkl
2. Sự biến đổi âm cũng có thể xảy ra trong một chữ, ví dụ như trường hợp âm kết thúc của thân và âm đầu của phần đuôi (suffix) gặp nhau, với kết quả là âm kết thúc của thân và khởi âm của phần đuôi biến đổi. Sự biến đổi về âm này được ngữ pháp Phạn ngữ truyền thống gọi là sandhi, dịch sát nghĩa là "kết hợp", "liên hợp". Vì âm đọc biến đổi nên từ "hợp biến" cũng trình bày rất chính xác sự việc.

Người ta phân biệt hai loại hợp biến, hợp biến trong câu (ngoại hợp biến) và hợp biến ngay trong một chữ (nội hợp biến). Tóm tắt hết các luật hợp biến thì có khoảng 25 luật. Sau đây là một vài ví dụ cho những quy luật âm vận cực kì phức tạp này:
1. rāmaḥ atra tiṣṭhati → rāmo 'tra tiṣṭhati
2. tatra + udyānaṃ kṛṣati → tatrodyānaṃ kṛṣati
3. gṛhe + ācāryaḥ + tiṣṭhati → gṛha ācāryastiṣṭhati

### Chữ viết

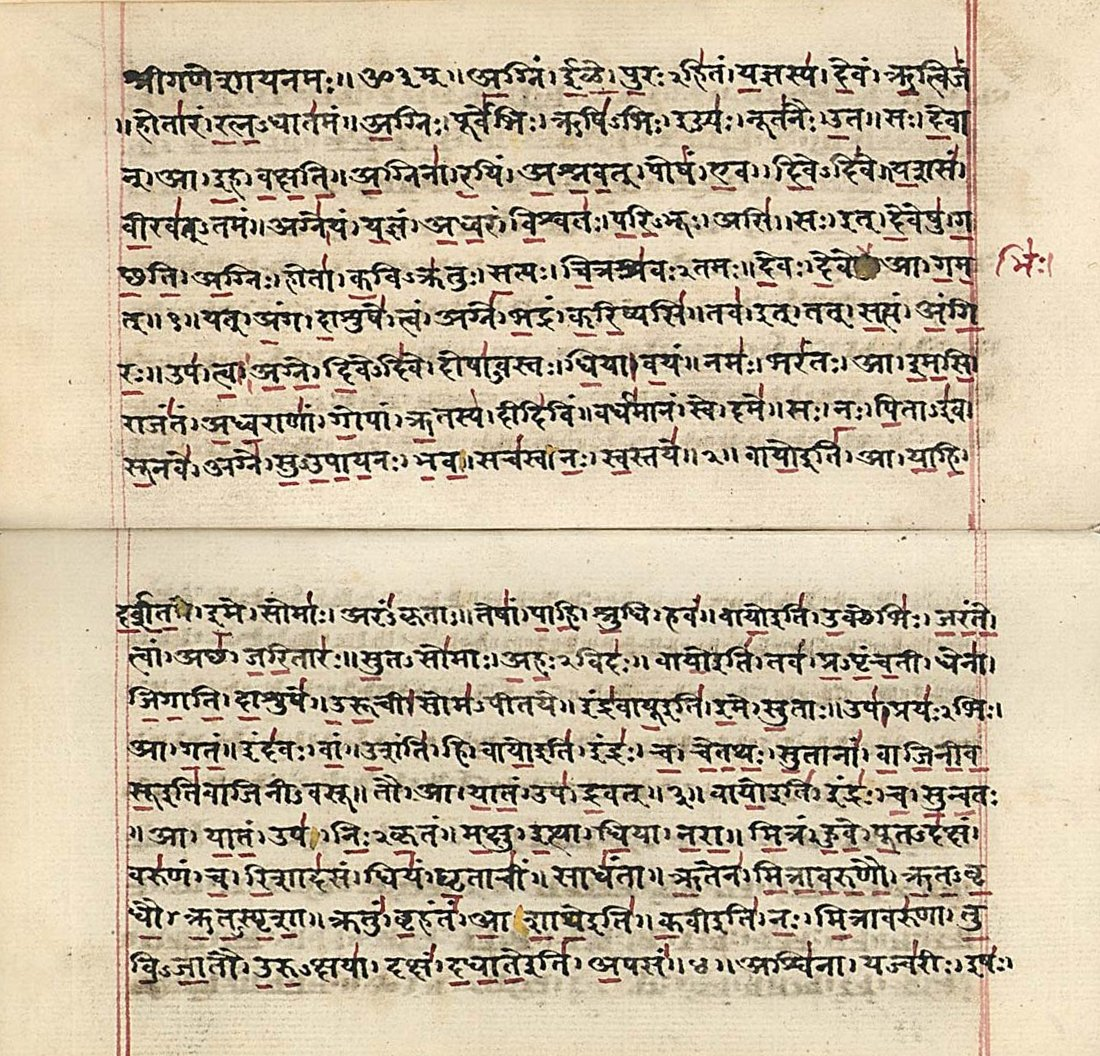
Văn bản Lê-câu-phệ-đà (sa. ṛgveda) viết tay, bằng chữ Thiên thành (sa. devanāgarī)

Tiếng Phạn không có một chữ viết đặc thù nhìn theo khía cạnh lịch sử. Vua A-dục dùng chữ Brahmī ghi lại lời văn của mình trên những cột trụ (không phải tiếng Phạn mà là những ngôn ngữ khác hoặc những phương ngôn khác). Khoảng cùng thời với chữ Brahmī, người ta cũng đùng chữ Kharoṣṭhī (đang được hiệp hội Unicode duyệt nhập). Sau một thời gian (thế kỷ 4 đến thế kỷ 8), chữ Gupta, vốn được phát triển từ chữ Brahmī lại thịnh hành. Từ khoảng thế kỉ thứ 8 trở đi, chữ Śarada được phát triển từ chữ Gupta và trở nên thông dụng, nhưng lại được thay thế hoàn toàn bởi chữ Devanāgarī, với trung gian là chữ Siddham (Tất-đàm tự). Những chữ khác được dùng để ghi tiếng Phạn là Kannada ở miền Nam, chữ Grantha ở những vùng nói tiếng Tamil, chữ Bengali và những chữ khác ở những vùng miền Bắc Ấn.
Từ thời trung cổ và đặc biệt trong thời hiện đại, chữ Devanāgarī (Thiên thành tự hình, là "chữ được dùng ở thành của chư thiên") rất thông dụng và trở thành chữ viết chính cho tiếng Phạn. Ở những vùng chữ Devanāgarī không là chữ viết của tiếng địa phương thì người ta có thể tìm thấy những văn bản tiếng Phạn vẫn được viết bằng những phương ngôn này.
Tại Ấn Độ, chữ viết được đưa vào tương đối trễ và cũng không trở thành một phương tiện quan trọng vì khẩu truyền vẫn được xem là phương tiện hạng nhất để truyền trao kiến thức. Thomas William Rhys Davids đưa kiến nghị là chữ viết có lẽ được du nhập từ Trung Đông bởi các thương gia. Nhưng tiếng Phạn, vốn được dùng gần như chỉ trong khung cảnh tôn giáo linh thiêng vẫn giữ chức năng ngôn ngữ truyền miệng cho đến thời kì Hoa văn.
Từ thế kỉ 19, tiếng Phạn đã được ký âm dùng bảng chữ cái Latinh. Tiêu chuẩn phổ biến nhất là IAST (International Alphabet of Sanskrit Transliteration), được dùng làm chuẩn học thuật từ 1912. Các phương án khác cũng được phát triển khi người ta phải đối đầu những khó khăn khi trình bày chữ Phạn trên máy tính. Thuộc vào những phương án này là Harvard-Kyoto và ITRANS, một phương án ký âm không tổn thất được dùng nhiều trên mạng toàn cầu (đặc biệt là Usenet).
Cho những tác phẩm học thuật, chữ Devanāgarī được chuộng dùng để trình bày toàn văn bản tiếng Phạn và những trích dẫn dài. Tuy nhiên, sự trích dẫn những thuật ngữ đặc thù và tên riêng trong những văn bản được viết bằng chữ Latinh vẫn đòi hỏi cách ký âm tiếng Phạn bằng chữ Latinh.

## Ngữ pháp

### Hệ thống động từ

#### Hữu hạn định, vô hạn định
Hệ thống động từ Phạn ngữ phân biệt giữa động từ hữu hạn định (finite) và động từ vô hạn định (infinite). Khác các dạng động từ vô hạn định, tất cả các động từ hữu hạn định đều có đuôi được lập theo ngôi xưng (personal suffix). Các dạng động từ hữu hạn định phân biệt giữa các loại ngôi xưng, số, thời gian, hình thức và dạng (phân biệt chủ/thụ động). Nên biết là hệ thống động từ hữu hạn định trong tiếng Phạn rất phức tạp và hàm chứa rất nhiều cách chia.

#### Thời thái, số và hình thức
Các động từ hữu hạn định (finite verb) trong Phạn ngữ phân biệt giữa thời thái, số và hình thức.
Về thời thái, tiếng Phạn có sáu thời thái:
1. Hiện tại (present)
2. Thể chưa hoàn thành (imperfect)
3. Thể hoàn thành (perfect)
4. Quá khứ bất định (aorist)
5. Tương lai (future). Phạn ngữ phân biệt giữa một thời vị lai đơn giản và một vị lai nói vòng (periphrastic), và vị lai đơn giản là dạng thường gặp hơn.
6. Câu điều kiện (conditional) diễn đạt một sự kiện có thể xảy ra nếu các điều kiện quy tụ, hoặc cảm thán. Ví dụ: "Giá mà cô ấy có ở nhà!"

Trong ba dạng quá khứ thì Bất định quá khứ ít xuất hiện so với hai dạng kia. Cả ba dạng quá khứ vốn khác nhau một cách vi tế về mặt ngữ nghĩa (semantic): Vị hoàn thành thể chỉ một hành động nằm trong quá khứ xa hơn trước lời trần thuật và được thấy bởi người nói; Hoàn thành thể cũng chỉ một hành động nằm trong qua khứ xa trước ngày lời trần thuật được nói nhưng không được chứng kiến bởi người trần thuật; Bất định quá khứ thì lại trình bày quá khứ gần, chỉ một hành động xảy ra ngay ngày nói. Tuy nhiên, trong Hoa văn Phạn ngữ (classical sanskrit) thì những điểm khác nhau về ngữ nghĩa đã mất và cả ba đều được sử dụng không khác nghĩa.
Thêm vào đó Phạn ngữ còn có ba hình thức:
1. Chỉ thị (indicative) hay Biểu thị
2. Mệnh lệnh (imperative), biểu thị yêu cầu, mệnh lệnh. Ví dụ: "Hãy đi chỗ khác!"
3. Kì nguyện (optative), diễn đạt một ước nguyện, ví dụ: "Cầu mong tôi thi đậu!". Cách sử dụng gần giống như câu điều kiện.

Các dạng chia động từ tiếng Phạn còn phân biệt giữa: Ngôi thứ và Số.
Ngoài số ít và số nhiều, tiếng Phạn còn có thêm một số thứ ba là số hai (dual). Tuy nhiên, số hai rất ít thấy so với số ít và số nhiều.
- Số ít: anh/cô ấy/nó đi
- Số hai: hai anh/cô, hai nó đi
- Số nhiều: các anh/cô ấy, chúng nó đi.

Ngôi thứ cũng có ba: ngôi thứ nhất (tôi, chúng tôi), ngôi thứ hai (anh, các anh) và ngôi thứ ba (cô ấy, các chị ấy).
Như vậy thì mỗi cách chia động từ cho từng 6 thời thái (present, imperfect, perfect, aorist, future, conditional) và từng 3 hình thức (imperative, optative, indicative) bao gồm 3 (ngôi) × 3 (số) = 9 dạng. Ví dụ như động từ đi, √gam, có 9 dạng chia như sau:
|               | Số ít            | Số hai                  | Số nhiều     |
| Ngôi thứ nhất | Tôi đi           | Hai chúng tôi đi        | Chúng tôi đi |
| Ngôi thứ hai  | Anh đi           | Hai Anh đi              | Các Anh đi   |
| Ngôi thứ ba   | anh/cô ấy, nó đi | hai anh/cô ấy/đứa nó đi | chúng nó đi  |

#### Phân loại động từ
Có tổng cộng 10 nhóm động từ. Mười nhóm này lại được phân thành hai loại, thematic, tạm dịch là hợp quy tắc và athematic, tạm dịch là bất quy tắc. Các nhóm hợp quy tắc bao gồm 1, 4, 6, 10. Đặc điểm của các nhóm này là đuôi của thân động từ lúc nào cũng là –a. Như vậy thì thân động từ hiện tại lúc nào cũng được gắn thêm tiếp vĩ âm –a hoặc một tiếp vĩ âm có đuôi –a. Thêm vào đó là thân động từ hiện tại của những nhóm thematic không biến đổi khi động từ được chia. Tất cả những nhóm khác — 2, 3, 5, 7, 8, và 9 — đều là athematic. Các nhóm động từ này thiếu đặc điểm –a và thân động từ biến đổi khi được chia.

#### Vị tha ngôn, vị tự ngôn
Khi chia động từ cho 6 thời thái và 3 hình thức thì tiếng Phạn còn phân biệt giữa hai dạng: Vị tha (sa. parasmaipada) và Vị tự (sa. ātmanepada). Parasmaipada nguyên nghĩa là "câu nói liên hệ đến người khác", được dịch ở đây là Vị tha ngôn và theo các nhà ngữ pháp Ấn Độ thì đây có nghĩa là chủ thể thực hiện một hành động cho người khác, trong khi ātmanepada, "câu nói cho chính mình", Vị tự ngôn, thì lại chỉ một hành động được chủ thể làm cho riêng mình. Ví dụ:
Parasmaipada: "(anh ấy/cô ấy/nó) cúng tế (cái gì đó cho/giúp một người khác)"
Ātmanepada: "(anh ấy/cô ấy/nó) cúng tế (cái gì đó cho chính mình)"
Tuy nhiên, Hoa văn Phạn ngữ thường không phân biệt giữa hai cách chia động từ này và cách phân chia parasmaipada/ātmanepada thường chỉ là hình thức bề ngoài. Như thế thì mỗi dạng trong năm thời thái và ba hình thức của Phạn ngữ lại có thêm hai cách chia khác nhau. Cả hai loại chia parasmaipada/ātmanepada đều mang nghĩa chủ động.

#### Chủ động, bị động
Tiếng Phạn cũng phân biệt giữa hai dạng năng/chủ động (active) và bị/thụ động (passive). Nhưng người ta chỉ tìm thấy cách chia thể bị động trong 2 của 6 thời cũng như ba hình thức. Trong bốn thời còn lại thì thể bị động được thay thế bằng cách biến hoá động từ theo vị tự cách (sa. ātmanepada).

#### Gốc động từ, thân động từ
Trong tiếng Phạn, mỗi động từ đều có một dạng trừu tượng được liệt kê trong từ điển và được gọi là gốc động từ (verb root). Các dạng khác nhau của một động từ đều được hình thành từ gốc động từ này.
Trong khi một động từ trong Anh và Đức ngữ được thâu nhập vào từ điển dưới dạng bất định (infinitive, có khi gọi không chính xác lắm là "nguyên mẫu") thì trong tiếng Phạn, nó được ghi lại dưới dạng gốc. Như thế thì tất cả các động từ trong Phạn ngữ đều được liệt kê trong từ điển dưới dạng gốc.
Một dạng động từ hữu hạn định (finite) được hình thành khi ta lập một thân động từ từ gốc động từ bằng cách biến đổi hoặc mở rộng gốc động từ, ví dụ như thêm vào một tiếp vĩ âm (hay hậu tố), hoặc một tiếp đầu âm (hay tiền tố), hoặc một từ trùng (reduplication) hoặc một cách chuyển mẫu âm ngay trong gốc động từ. Sau đó, các nhân xưng tiếp vĩ âm được gắn thêm vào. Ví dụ:
| Gốc động từ                | pac        | nấu ăn                   |
| -------------------------- | ---------- | ------------------------ |
| Thân động từ dạng hiện tại | pac-a      | nấu ăn                   |
| Dạng động từ hiện tại      | pac-a-ti   | ông ta, cô ấy, nó nấu    |
| Thân động từ dạng vị lai   | pak-ṣya    | sẽ nấu                   |
| Dạng động từ vị lai        | pak-ṣya-ti | ông ta, cô ấy, nó sẽ nấu |

Như vậy thì dạng động từ ngôi thứ ba, số ít, hiện tại, vị tha của √pac "nấu ăn", được hình thành trước hết qua sự tạo một thân động từ dạng hiện tại bằng tiếp vĩ âm –a, sau đó nhân xưng tiếp vĩ âm dành cho ngôi thứ ba là –ti được thêm vào. Trường hợp hình thành dạng vị lai cũng tương tự như vậy. Trước hết, thân động từ vị lai pak-ṣya được tạo, sau đó nhân xưng tiếp vĩ âm được gắn vào.
Những thành phần được dùng để tạo một thân và chia động từ bao gồm động từ tiếp đầu âm (hay tiền tố động từ), động từ tiếp vĩ âm (hay hậu tố động từ) và động từ sáp nhập âm (hay nội tố động từ). Hiện tượng phân độ nguyên âm (vowel gradation) cũng thường được thấy.

#### Phân độ nguyên âm
Dưới "phân độ nguyên âm" các nhà văn phạm hiểu một sự chuyển biến của nguyên âm hoặc phức hợp âm dưới nhiều dạng của một âm tiết căn bản. Các dạng khác nhau này có thể được hình thành qua sự biến đổi âm cuối của danh từ (flexion) hoặc một sự diễn sinh từ một chữ gốc nhất định (derivation).
Theo các nhà văn phạm truyền thống thì các mẫu âm đơn như a, ā, i, ī, u, ū, ṛ, ṝ, ḷ, thường được biến đổi, và sự biến đổi này lại có hai phân độ, được gọi là guṇa, có thể gọi là cường hoá, là tăng độ mạnh, và vṛddhi tức là kéo dài.
Hai cấp guṇa và vṛddhi của các mẫu âm đơn nhìn cụ thể như sau:
| Nguyên âm đơn  | a, ā | i, ī | u, ū | ṛ, ṝ | ḷ  |
| Phân độ guṇa   | a, ā | e    | o    | ar   | al |
| Phân độ vṛddhi | ā    | ai   | au   | ār   | —  |

Các nguyên âm của hai cấp guṇa và vṛddhi trên tương ưng với biến âm khi các mẫu âm đơn căn bản được biến hoá bằng cách đặt mẫu âm a– phía trước. Nêu lưu ý là a không biến đổi ở cấp guṇa và ā vẫn giữ dạng gốc ở cả hai cấp guṇa và vṛddhi.
Khi gốc động từ được biến hoá, ví dụ như khi thân động từ hiện tại được hình thành, ta thường thấy sự biến đổi âm theo hai phân độ trên. Ví dụ như ṛ—ar—ār. Một ví dụ tiêu biểu khác là động từ hṛ "nắm lấy, giữ lấy". Thân động từ với mẫu âm ṛ được thay thế bằng ar ở cấp guṇa har-a-ti, và khi chia ở dạng sai khiến (causative) thì được thay bằng ār ở cấp vṛddhi hār-aya-ti.

#### Hệ thống động từ hiện tại
Hệ thống động từ thời hiện tại bao gồm hiện tại với những hình thức khác nhau là kì nguyện (optative), mệnh lệnh (imperative) và hư nghĩ (subjunctive), cũng như vị hoàn thành quá khứ (imperfect) vì hai thời thái này đều có cùng thân động từ hiện tại. Thân động từ hiện tại được lập bằng nhiều cách, được trình bày bên dưới. Số đi trước chỉ số nhóm của chúng, vốn được các nhà văn phạm truyền thống liệt kê như vậy.
Các động từ hợp quy tắc, thematic, có thân hiện tại được hình thành như sau:
- Nhóm 1: Thêm tiếp vĩ âm a vào thân với âm tiết chính đã được chuyển sang cấp guṇa. Ví dụ: √ruh "lớn lên, trưởng thành", roh-a.
- Nhóm 4: Thêm tiếp vĩ tự ya vào gốc, và gốc giữ nguyên dạng. Ví dụ: √tuṣ, "vui sướng", tuṣ-ya.
- Nhóm 6: gắn tiếp vĩ âm a vào gốc và khác trường hợp nhóm 1, gốc của nhóm 6 vẫn được giữ nguyên. Ví dụ: √viś "bước vào", viś-a.
- Nhóm 10: Nhóm này được các nhà văn phạm truyền thống quy về một quá trình có bản chất diễn sinh và như thế, không là một nhóm thật sự.

Các động từ bất quy tắc, athematic, có thân hiện tại được hình thành như sau:
- Nhóm 2: Không có biến đổi. Ví dụ: √ad "ăn", ad.
- Nhóm 3: Trùng tự hoá (reduplication) đầu gốc động từ. Ví dụ: √hu "cúng tế", juhu.
- Nhóm 5: Thêm tiếp vĩ tự nu (no ở phân độ guṇa). Ví dụ: √nu "ép", sunu.
- Nhóm 7: Thêm sáp nhập âm (infix) na hoặc chữ n trước phụ âm cuối của gốc động từ. Ví dụ: √rudh "cản trở", rundh hoặc ruṇadh
- Nhóm 8: Thêm tiếp vĩ tự u (o ở phân độ guṇa). Ví dụ √tan "trải tra", tan-u
- Nhóm 9: Thêm tiếp vĩ tự nā (cấp số 0 là nī hoặc n). Ví dụ: √krī "mua", krī-ṇā hoặc krī-ṇī.

#### Hệ thống động từ hoàn thành quá khứ
Hệ thống này chỉ bao gồm một thời thái duy nhất, là hoàn thành quá khứ (perfect tense). Thân động từ của hoàn thành quá khứ được lập bằng cách trùng tự hoá như các động từ nhóm 3 của hệ thống hiện tại. Hệ thống này cũng bao hàm hai dạng thân mạnh và yếu của động từ. Thân mạnh được dùng với ba ngôi xưng số ít, chủ động. Thân yếu được dùng với những ngôi xưng còn lại.

#### Hệ thống động từ đệ tam quá khứ
Hệ thống này bao gồm đệ tam quá khứ thật sự (với ý nghĩa chỉ quá khứ, ví dụ: abhūḥ "Anh đã là") và một vài dạng thật xưa của chỉ lệnh (指令, injunctive, thường được dùng với tiểu từ mā chỉ sự cấm chỉ, ví dụ mā bhūḥ "chớ có là...!"). Sự khác biệt đáng kể nhất ở đây là sự có hoặc vắng mặt của âm gia tăng a- (augment) làm tiếp đầu âm. Cách lập thân đệ tam quá khứ khá phức tạp và chỉ cần biết ở đây là có tổng cộng 7 dạng đệ tam quá khứ.

#### Hệ thống động từ vị lai
Trong hệ thống này, thân động từ được lập bằng cách gắn tiếp vĩ tự sya hoặc iṣya vào gốc động từ ở phân độ guṇa.

### Động từ: Cách chia
Mỗi động từ đều có một thể ngữ pháp (grammatical voice), hoặc là thể chủ động (active), bị động (passive) hoặc trung gian (medium). Cũng có một thể khách quan có thể được xem là thể bị động của những động từ bất cập vật (intransitive verbs). Động từ tiếng Phạn có ba hình thái đáng lưu ý là chỉ thị (indicative), kì nguyện (optative) và mệnh lệnh (imperative). Cổ Phạn văn cũng có dạng subjunctive, chỉ sự lo toan hư cấu nhưng chúng đã bị loại gần hết từ khi Hoa văn Phạn ngữ thịnh hành.

#### Hậu tố động từ căn bản
Các hậu tố của động từ tiếng Phạn hàm chứa ngôi xưng, số và cách chia theo vị tự ngôn/vị tha ngôn. Các dạng hậu tố khác nhau được dùng tuỳ theo thân động từ thuộc thời thái và hình thức nào chúng được gắn vào. Thân động từ và chính ngay những hậu tố này có thể biến đổi vì quy luật hợp biến.
|                    |               | Parasmaipada (vị tha ngôn) | Parasmaipada (vị tha ngôn) | Parasmaipada (vị tha ngôn) | Ātmanepada (vị tự ngôn) | Ātmanepada (vị tự ngôn) | Ātmanepada (vị tự ngôn) |
| ------------------ | ------------- | -------------------------- | -------------------------- | -------------------------- | ----------------------- | ----------------------- | ----------------------- |
| Số ít              | Số hai        | Số nhiều                   | Số ít                      | Số hai                     | Số nhiều                |                         |                         |
| Đệ nhất            | Ngôi thứ nhất | mi                         | vaḥ                        | maḥ                        | e                       | vahe                    | mahe                    |
| Đệ nhất            | Ngôi thứ hai  | si                         | thaḥ                       | tha                        | se                      | āthe                    | dhve                    |
| Đệ nhất            | Ngôi thứ ba   | ti                         | taḥ                        | anti, ati                  | te                      | āte                     | ante, ate               |
| Đệ nhị             | Ngôi thứ nhất | am                         | va                         | ma                         | i, a                    | vahi                    | mahi                    |
| Đệ nhị             | Ngôi thứ hai  | ḥ                          | tam                        | ta                         | thāḥ                    | āthām                   | dhvam                   |
| Đệ nhị             | Ngôi thứ ba   | t                          | tām                        | an, uḥ                     | ta                      | ātām                    | anta, ata, ran          |
| Quá khứ hoàn thành | Ngôi thứ nhất | a                          | va                         | ma                         | e                       | vahe                    | mahe                    |
| Quá khứ hoàn thành | Ngôi thứ hai  | tha                        | athuḥ                      | a                          | se                      | āthe                    | dhve                    |
| Quá khứ hoàn thành | Ngôi thứ ba   | a                          | atuḥ                       | uḥ                         | e                       | āte                     | re                      |
| Mệnh lệnh          | Ngôi thứ nhất | āni                        | āva                        | āma                        | ai                      | āvahai                  | āmahai                  |
| Mệnh lệnh          | Ngôi thứ hai  | dhi, hi, —                 | tam                        | ta                         | sva                     | āthām                   | dhvam                   |
| Mệnh lệnh          | Ngôi thứ ba   | tu                         | tām                        | antu, atu                  | tām                     | ātām                    | antām, atām             |

Hậu tố đệ nhất được dùng cho hiện tại chỉ thị (present indicative) và tương lai. Hậu tố đệ nhị được dùng với quá khứ chưa hoàn thành, điều kiện, quá khứ bất định và kì nguyện (imperfect, conditional, aorist, optative). Hậu tố của quá khứ hoàn thành và mệnh lệnh được dùng với quá khứ hoàn thành và mệnh lệnh cách.

#### Cách chia động từ thời hiện tại
Chia động từ thời hiện tại xử lý tất vả những dạng của động từ bằng cách dùng thời hiện tại. Nó bao gồm thời hiện tại của tất cả hình thức cũng như đệ nhất quá khứ chỉ thị (imperfect indicative). Sự tương phản của thân mạnh/yếu được phản ánh khác nhau tuỳ vào nhóm động từ:

##### Cách chia các động từ bất quy tắc
Hệ thống hiện tại phân biệt giữa thân mạnh và yếu của động từ. Thân mạnh xuất hiện ở 13 dạng:
Ngôi thứ 1, 2 và 3 số ít ở thì hiện tại và parasmaipada không hoàn thành.
Ngôi thứ nhất số ít, kép, số nhiều ở thì parasmaipada và ātmanepada mệnh lệnh
Ngôi thứ ba số ít ở thì parasmaipada mệnh lệnh
Ở tất cả những dạng khác thì thân yếu xuất hiện.
| Nhóm | Thân      | Cách lập thân            | Ví dụ             | Ngôi thứ 3 số ít, hiện tại paras./ātm. |
| ---- | --------- | ------------------------ | ----------------- | -------------------------------------- |
| 2    | Thân mạnh | √ ở guṇa + suffix        | dviṣ द्विष् "ghét"   | dveṣṭi द्वेष्टि                            |
| ―    | Thân yếu  | √ + suffix               | ―                 | dviṣṭe द्विष्टे                            |
| 3    | Thân mạnh | redup. √ ở guṇa + suffix | bhṛ भृ "mang, vác" | bibharti बिभर्ति                          |
| ―    | Thân yếu  | redup. √ + suffix        | ―                 | bibhṛte बिभृते                            |
| 5    | Thân mạnh | √ + -no- + suffix        | āp आप् "đắc, đạt"  | āpnoti आप्नोति                            |
| ―    | Thân yếu  | √ + -nu- + suffix        | ―                 | āpnute आप्नुते                            |
| 7    | Thân mạnh | √ + infix -na- + suffix  | bhid भिद् "chẻ"     | bhinatti भिनत्ति                          |
| ―    | Thân yếu  | √ + infix -n- + suffix   | ―                 | bhintte भिन्त्ते                           |
| 8    | Thân mạnh | √ + -o- + suffix         | tan तन् "kéo ra"   | tanoti तनोति                             |
| ―    | Thân yếu  | √ + -u- + suffix         | ―                 | tanute तनुते                             |
| 9    | Thân mạnh | √ + -nā- + suffix        | kṛī क्री "mua"      | krīṇāti क्रीणाति                           |
| ―    | Thân yếu  | √ + -nī- + suffix        | ―                 | krīṇīte क्रीणीते                           |

Sau đây là bảng chia động từ dviṣ द्विष् "ghét" thuộc nhóm 2:
|                       |             | Chỉ thị     | Chỉ thị    | Chỉ thị    | Chỉ thị    | Chỉ thị    | Chỉ thị    |
| Vị tha ngôn           | Vị tha ngôn | Vị tha ngôn | Vị tự ngôn | Vị tự ngôn | Vị tự ngôn |            |            |
| --------------------- | ----------- | ----------- | ---------- | ---------- | ---------- | ---------- | ---------- |
| Số ít                 | Số hai      | Số nhiều    | Số ít      | Số hai     | Số nhiều   |            |            |
| Hiện tại              | Ngôi thứ 1  | dveṣmi      | dviṣvaḥ    | dviṣmaḥ    | dviṣe      | dviṣvahe   | dviṣmahe   |
| Hiện tại              | Ngôi thứ 2  | dvekṣi      | dviṣṭhaḥ   | dviṣṭha    | dvikṣe     | dviṣāthe   | dviḍḍhve   |
| Hiện tại              | Ngôi thứ 3  | dveṣṭi      | dviṣṭaḥ    | dviṣánti   | dviṣṭe     | dviṣāte    | dviṣate    |
| Vị hoàn thành quá khứ | Ngôi thứ 1  | adveṣam     | adviṣva    | adviṣma    | adviṣi     | adviṣvahi  | adviṣmahi  |
| Vị hoàn thành quá khứ | Ngôi thứ 2  | adveṭ       | adviṣṭam   | advisṭa    | adviṣṭhāḥ  | adviṣāthām | adviḍḍhvam |
| Vị hoàn thành quá khứ | Ngôi thứ 3  | adveṭ       | adviṣṭām   | adviṣan    | adviṣṭa    | adviṣātām  | adviṣata   |

Kì nguyện hay mong mỏi (optative) dùng đệ nhị tiếp vĩ âm. yā được gắn vào thân ở thể chủ động, và ī ở thể thụ động.
|             | Mong mỏi    | Mong mỏi    | Mong mỏi   | Mong mỏi   | Mong mỏi    | Mong mỏi   |
| Vị tha ngôn | Vị tha ngôn | Vị tha ngôn | Vị tự ngôn | Vị tự ngôn | Vị tự ngôn  |            |
| ----------- | ----------- | ----------- | ---------- | ---------- | ----------- | ---------- |
| Số ít       | Số hai      | Số nhiều    | Số ít      | Số hai     | Số nhiều    |            |
| Ngôi thứ 1  | dviṣyām     | dviṣyāva    | dviṣyāma   | dviṣīya    | dviṣīvahi   | dviṣīmahi  |
| Ngôi thứ 2  | dviṣyāḥ     | dviṣyātam   | dviṣyāta   | dviṣīthāḥ  | dviṣīyāthām | dviṣīdhvam |
| Ngôi thứ 3  | dviṣyāt     | dviṣyātām   | dviṣyuḥ    | dviṣīta    | dviṣīyātām  | dviṣīran   |

Hình thức mệnh lệnh dùng tiếp vĩ âm riêng của mệnh lệnh.
|             | Mệnh lệnh   | Mệnh lệnh   | Mệnh lệnh  | Mệnh lệnh  | Mệnh lệnh  | Mệnh lệnh  |
| Vị tha ngôn | Vị tha ngôn | Vị tha ngôn | Vị tự ngôn | Vị tự ngôn | Vị tự ngôn |            |
| ----------- | ----------- | ----------- | ---------- | ---------- | ---------- | ---------- |
| Số ít       | Số hai      | Số nhiều    | Số ít      | Số hai     | Số nhiều   |            |
| Ngôi thứ 1  | dveṣāṇi     | dveṣāva     | dveṣāma    | dveṣai     | dveṣāvahai | dveṣāmahai |
| Ngôi thứ 2  | dviḍḍhi     | dviṣṭam     | dviṣṭa     | dvikṣva    | dviṣāthām  | dviḍḍhvám  |
| Ngôi thứ 3  | dveṣṭu      | dviṣṭām     | dviṣantu   | dviṣṭām    | dviṣātām   | dviṣatām   |

### Hệ thống danh từ
Người ta phân biệt hai loại thân danh từ (substantive và adjective) tuỳ theo tự vĩ của chúng, và gọi chúng thân nguyên âm (vowel stem) hoặc thân phụ âm (consonantal stem). Mỗi thân danh từ đều có, như trường hợp tiếng Đức, một trong ba giới tính:
1. Nam tính (masculine)
2. Nữ tính (feminine)
3. Trung tính (neuter)

Ngoài trường hợp các danh từ chỉ người ra thì giới tính của một danh từ phần lớn đều là tuỳ tiện. Chủng loại giới tính của mỗi thân danh từ đều có sẵn và người ta cũng không ghi chú thêm.Ví dụ như các danh từ với đuôi –i và –u đều được tìm thấy ở ba giới tính. Tuy nhiên, ta có thể nhận ra giới tính ở một vài danh từ, ví dụ như trường hợp danh từ có đuôi –ā và –ī. Chúng đều là nữ tính.
Về mặt biến đổi (flexion), các danh từ khác nhau ở số (numerus) và sự kiện (casus).
Về mặt số thì có ba số như trường hợp các động từ hữu hạn định.
Về mặt sự kiện (casus), Phạn ngữ không những có các sự kiện như trong tiếng Đức là Nominative, Accusative, Dative và Genitive hoặc như tiếng Latinh với thêm hai sự kiện Ablative và Vocative, mà còn có thêm hai phần nữa là Instrumental và Locative. Như vậy, Phạn ngữ phân biệt 8 sự kiện theo thứ tự sau:
1. Nominative: Chủ cách.
2. Accusative: Trực bổ cách, Trực tiếp thụ cách.
3. Instrumental: Dụng cụ cách
4. Dative: Gián bổ cách, Dữ cách, Vị cách.
5. Ablative: Nguyên uỷ, Đoạt cách, Li cách
6. Genitive: Thuộc cách, Sở hữu cách.
7. Locative: Vị trí cách
8. Vocative: Hô cách.

Từ 3 số và 8 sự kiện ta có tất cả ba x 8 = 24 dạng biến hoá ở đuôi của một chữ.
Số lượng của tự vĩ biến hoá tuỳ thuộc vào âm cuối của thân danh từ và chủng loại của nó. Hai đặc tính này xác định một hạng danh từ. Các thân danh từ với đuôi phụ âm là –i hoặc –u đều có mặt ở ba giới tính và vì vậy, chúng hình thành ba hạng danh từ (nam, nữ và trung tính với mẫu âm cuối là –i). Ví dụ:
Nam tính kavi "thi sĩ"
Nữ tính mati "trí"
Trung tính vāri "nước"
Mỗi hạng danh từ trên đều có tự vĩ biến hoá riêng. Trên cơ sở này mà người ta phân biệt trên 20 hạng danh từ và tự vĩ biến hoá. Tuy nhiên, các hạng này không khác nhau hết ở 24 cách. Một vài loại tự vĩ biến hoá chỉ khác nhau ở một hoặc hai sự kiện. Người ta phân biệt như sau:

#### Thân mẫu âm
(vowel stem)
Nam tính –a
Trung tính –a
Nữ tính –ā
Nam tính –i
Nữ tính –i
Trung tính –i
Nam tính –u
Nữ tính –u
Trung tính –u
Nữ tính –ī
Nữ tính –ū
Nữ tính –ī, đơn âm tiết (monosyllable)
Nữ tính –ū, đơn âm tiết (monosyllable)
Nam tính –ṛ (danh từ chỉ người làm, người thực hiện, agent-noun)
Nữ tính –ṛ (danh từ chỉ người làm, người thực hiện, agent-noun)
Trung tính –ṛ (danh từ chỉ người làm, người thực hiện, agent-noun)
Nam tính –ṛ (danh từ chỉ người thân, noun of relations)
Nữ tính –ṛ (danh từ chỉ người thân, noun of relations)
Nam tính –phức âm
Nữ tính –phức âm

#### Thân phụ âm
(consonantal stem)
Nam tính –phụ âm (ngoài –s,n)
Nữ tính –phụ âm (ngoài –s,n)
Trung tính –phụ âm (ngoài –s,n)
Nam/Nữ tính –as, –is, –us
Trung tính –as, –is, –us
Nam/Nữ tính –an
Trung tính –an
Nam tính –in
Trung tính –in
Ngoài những dạng trên ta còn tìm thấy một vài tự vĩ biến hoá cho một vài hình dung từ và phân từ nhất định. Điều cần biết nữa là các đại danh từ (pronoun), đại danh từ chỉ thị (demonstrative pronoun) và số từ — cả ba đều được xếp vào danh từ — đều có tự vĩ biến hoá riêng.

#### Thân có âm kết thúc -a
Nhóm thân có âm kết thúc -a là nhóm lớn nhất. Các danh từ loại này chỉ có thể là nam hoặc trung tính.
|              | kāma "tình yêu", nam tính | kāma "tình yêu", nam tính | kāma "tình yêu", nam tính | āsya "mồm", trung tính | āsya "mồm", trung tính | āsya "mồm", trung tính |
| ------------ | ------------------------- | ------------------------- | ------------------------- | ---------------------- | ---------------------- | ---------------------- |
| Số ít        | Số hai                    | Số nhiều                  | Số ít                     | Số hai                 | Số nhiều               |                        |
| Nominative   | kāmaḥ                     | kāmau                     | kāmāḥ                     | āsyam                  | āsye                   | āsyāni                 |
| Accusative   | kāmam                     | kāmau                     | kāmān                     | āsyam                  | āsye                   | āsyāni                 |
| Instrumental | kāmena                    | kāmābhyām                 | kāmaiḥ                    | āsyena                 | āsyābhyām              | āsyaiḥ                 |
| Dative       | kāmāya                    | kāmābhyām                 | kāmebhyaḥ                 | āsyāya                 | āsyābhyām              | āsyebhyaḥ              |
| Ablative     | kāmāt                     | kāmābhyām                 | kāmebhyaḥ                 | āsyāt                  | āsyābhyām              | āsyebhyaḥ              |
| Genitive     | kāmasya                   | kāmayoḥ                   | kāmānām                   | āsyasya                | āsyayoḥ                | āsyānām                |
| Locative     | kāme                      | kāmayoḥ                   | kāmeṣu                    | āsye                   | āsyayoḥ                | āsyeṣu                 |
| Vocative     | kāma                      | kāmau                     | kāmāḥ                     | āsya                   | āsye                   | āsyāni                 |

#### Thân có âm kết thúc -i và -u
|                          | Thân -i                  | Thân -i                  | Thân -i                 | Thân -i                 | Thân -i                 | Thân -i   |
| ------------------------ | ------------------------ | ------------------------ | ----------------------- | ----------------------- | ----------------------- | --------- |
| gati "đường đi", nữ tính | gati "đường đi", nữ tính | gati "đường đi", nữ tính | vāri "nước", trung tính | vāri "nước", trung tính | vāri "nước", trung tính |           |
| Số ít                    | Số hai                   | Số nhiều                 | Số ít                   | Số hai                  | Số nhiều                |           |
| Nominative               | gatiḥ                    | gatī                     | gatayaḥ                 | vāri                    | vāriṇī                  | vārīṇi    |
| Accusative               | gatim                    | gatī                     | gatīḥ                   | vāri                    | vāriṇī                  | vārīṇi    |
| Instrumental             | gatyā                    | gatibhyām                | gatibhiḥ                | vāriṇā                  | vāribhyām               | vāribhiḥ  |
| Dative                   | gataye, gatyai           | gatibhyām                | gatibhyaḥ               | vāriṇe                  | vāribhyām               | vāribhyaḥ |
| Ablative                 | gateḥ, gatyāḥ            | gatibhyām                | gatibhyaḥ               | vāriṇaḥ                 | vāribhyām               | vāribhyaḥ |
| Genitive                 | gateḥ, gatyāḥ            | gatyoḥ                   | gatīnām                 | vāriṇaḥ                 | vāriṇoḥ                 | vāriṇām   |
| Locative                 | gatau, gatyām            | gatyoḥ                   | gatiṣu                  | vāriṇi                  | vāriṇoḥ                 | vāriṣu    |
| Vocative                 | gate                     | gatī                     | gatayaḥ                 | vāri, vāre              | vāriṇī                  | vārīṇi    |

|                          | Thân -u                  | Thân -u                  | Thân -u                     | Thân -u                     | Thân -u                     | Thân -u    |
| ------------------------ | ------------------------ | ------------------------ | --------------------------- | --------------------------- | --------------------------- | ---------- |
| śatru "kẻ thù", nam tính | śatru "kẻ thù", nam tính | śatru "kẻ thù", nam tính | madhu "mật ong", trung tính | madhu "mật ong", trung tính | madhu "mật ong", trung tính |            |
| Số ít                    | Số hai                   | Số nhiều                 | Số ít                       | Số hai                      | Số nhiều                    |            |
| Nominative               | śatruḥ                   | śatrū                    | śatravaḥ                    | madhu                       | madhunī                     | madhūni    |
| Accusative               | śatrum                   | śatrū                    | śatrūn                      | madhu                       | madhunī                     | madhūni    |
| Instrumental             | śatruṇā                  | śatrubhyām               | śatrubhiḥ                   | madhunā                     | madhubhyām                  | madhubhiḥ  |
| Dative                   | śatrave                  | śatrubhyām               | śatrubhyaḥ                  | madhune                     | madhubhyām                  | madhubhyaḥ |
| Ablative                 | śatroḥ                   | śatrubhyām               | śatrubhyaḥ                  | madhunaḥ                    | madhubhyām                  | madhubhyaḥ |
| Genitive                 | śatroḥ                   | śatrvoḥ                  | śatrūṇām                    | madhunaḥ                    | madhunoḥ                    | madhūnām   |
| Locative                 | śatrau                   | śatrvoḥ                  | śatruṣu                     | madhuni                     | madhunoḥ                    | madhuṣu    |
| Vocative                 | śatro                    | śatrū                    | śatravaḥ                    | madhu                       | madhunī                     | madhūni    |

#### Thân có âm kết thúc là nguyên âm dài, đơn âm tiết
|              | Thân -ā, jā "thần đồng" | Thân -ā, jā "thần đồng" | Thân -ā, jā "thần đồng" | Thân -ī, dhī "sự suy nghĩ" | Thân -ī, dhī "sự suy nghĩ" | Thân -ī, dhī "sự suy nghĩ" | Thân ū, bhū "đất" | Thân ū, bhū "đất" | Thân ū, bhū "đất" |
| Số ít        | Số hai                  | Số nhiều                | Số ít                   | Số hai                     | Số nhiều                   | Số ít                      | Số hai            | Số nhiều          |                   |
| Nominative   | jāḥ                     | jāu                     | jāḥ                     | dhīḥ                       | dhiyau                     | dhiyaḥ                     | bhūḥ              | bhuvau            | bhuvaḥ            |
| Accusative   | jām                     | jāu                     | jāḥ, jaḥ                | dhiyam                     | dhiyau                     | dhiyaḥ                     | bhuvam            | bhuvau            | bhuvaḥ            |
| Instrumental | jā                      | jābhyām                 | jābhiḥ                  | dhiyā                      | dhībhyām                   | dhībhiḥ                    | bhuvā             | bhūbhyām          | bhūbhiḥ           |
| Dative       | je                      | jābhyām                 | jābhyaḥ                 | dhiye, dhiyai              | dhībhyām                   | dhībhyaḥ                   | bhuve, bhuvai     | bhūbhyām          | bhūbhyaḥ          |
| Ablative     | jaḥ                     | jābhyām                 | jābhyaḥ                 | dhiyaḥ, dhiyāḥ             | dhībhyām                   | dhībhyaḥ                   | bhuvaḥ, bhuvāḥ    | bhūbhyām          | bhūbhyaḥ          |
| Genitive     | jaḥ                     | joḥ                     | jānām, jām              | dhiyaḥ, dhiyāḥ             | dhiyoḥ                     | dhiyām, dhīnām             | bhuvaḥ, bhuvāḥ    | bhuvoḥ            | bhuvām, bhūnām    |
| Locative     | ji                      | joḥ                     | jāsu                    | dhiyi, dhiyām              | dhiyoḥ                     | dhīṣu                      | bhuvi, bhuvām     | bhuvoḥ            | bhūṣu             |
| Vocative     | jāḥ                     | jau                     | jāḥ                     | dhīḥ                       | dhiyau                     | dhiyaḥ                     | bhūḥ              | bhuvau            | bhuvaḥ            |

#### Thân có âm kết thúc -ṛ
Thân -ṛ phần lớn chỉ người làm, thực hiện một hành động, ví như dātṛ "người đưa", mặc dù thân này cũng bao hàm một số danh từ chỉ quyến thuộc, ví dụ như pitṛ "cha", mātṛ "mẹ", và svasṛ "chị/em gái".
|              | Số ít   | Số hai    | Số nhiều  |
| Nominative   | pitā    | pitarau   | pitaraḥ   |
| Accusative   | pitaram | pitarau   | pitṝn     |
| Instrumental | pitrā   | pitṛbhyām | pitṛbhiḥ  |
| Dative       | pitre   | pitṛbhyām | pitṛbhyaḥ |
| Ablative     | pituḥ   | pitṛbhyām | pitṛbhyaḥ |
| Genitive     | pituḥ   | pitroḥ    | pitṝṇām   |
| Locative     | pitari  | pitroḥ    | pitṛṣu    |
| Vocative     | pitaḥ   | pitarau   | pitaraḥ   |

### Nhân xưng đại danh từ
Ngôi xưng thứ nhất và thứ hai được biến hoá song song và có nhiều điểm tương đồng.
Lưu ý: Ở ba sự kiện Accusative, Dative và Genitive thì hai nhân xưng đại danh từ này có dị dạng. Những dạng nằm trong ngoặc thuộc loại phụ đới ngữ (enclitic) nên chúng không bao giờ đứng ở đầu câu hoặc sau những tiểu từ bất biến như च ca, वा vā và एव eva.
|              | Ngôi thứ nhất | Ngôi thứ nhất  | Ngôi thứ nhất   | Ngôi thứ hai | Ngôi thứ hai    | Ngôi thứ hai     |
| ------------ | ------------- | -------------- | --------------- | ------------ | --------------- | ---------------- |
| Số ít        | Số hai        | Số nhiều       | Số ít           | Số hai       | Số nhiều        |                  |
| Nominative   | aham          | āvām           | vayam           | tvam         | yuvām           | yūyam            |
| Accusative   | mām (mā)      | āvām (nau)     | asmān (naḥ)     | tvām (tvā)   | yuvām (vām)     | yuṣmān (vaḥ)     |
| Instrumental | mayā          | āvābhyām       | asmābhiḥ        | tvayā        | yuvābhyām       | yuṣmābhiḥ        |
| Dative       | mahyam (me)   | āvābhyām (nau) | asmabhyam (naḥ) | tubhyam (te) | yuvābhyām (vām) | yuṣmabhyam (vaḥ) |
| Ablative     | mat           | āvābhyām       | asmat           | tvat         | yuvābhyām       | yuṣmat           |
| Genitive     | mama (me)     | āvayoḥ (nau)   | asmākam (naḥ)   | tava (te)    | yuvayoḥ (vām)   | yuṣmākam (vaḥ)   |
| Locative     | mayi          | āvayoḥ         | asmāsu          | tvayi        | yuvayoḥ         | yuṣmāsu          |

Đại danh từ chỉ thị tad (demonstrative pronoun) được biến hoá bên dưới cũng giữ chức năng nhân xưng đại danh từ ngôi thứ ba.
|              | Nam tính | Nam tính | Nam tính | Trung tính | Trung tính | Trung tính | Nữ tính | Nữ tính  | Nữ tính |
| ------------ | -------- | -------- | -------- | ---------- | ---------- | ---------- | ------- | -------- | ------- |
| Số ít        | Số hai   | Số nhiều | Số ít    | Số hai     | Số nhiều   | Số ít      | Số hai  | Số nhiều |         |
| Nominative   | saḥ      | tau      | te       | tat        | te         | tāni       | sā      | te       | tāḥ     |
| Accusative   | tam      | tau      | tān      | tat        | te         | tāni       | tām     | te       | tāḥ     |
| Instrumental | tena     | tābhyām  | taiḥ     | tena       | tābhyām    | taiḥ       | tayā    | tābhyām  | tābhiḥ  |
| Dative       | tasmai   | tābhyām  | tebhyaḥ  | tasmai     | tābhyām    | tebhyaḥ    | tasyai  | tābhyām  | tābhyaḥ |
| Ablative     | tasmāt   | tābhyām  | tebhyam  | tasmāt     | tābhyām    | tebhyam    | tasyāḥ  | tābhyām  | tābhyaḥ |
| Genitive     | tasya    | tayoḥ    | teṣām    | tasya      | tayoḥ      | teṣām      | tasyāḥ  | tayoḥ    | tāsām   |
| Locative     | tasmin   | tayoḥ    | teṣu     | tasmin     | tayoḥ      | teṣu       | tasyām  | tayoḥ    | tāsu    |

### Hợp thành từ
(compounds)
Một trong những điểm đặc thù nổi bật nhất của tiếng Phạn là số lượng lớn và cấu trúc phức tạp của từ hợp thành. Tương tự trong tiếng Đức, hợp thành từ cũng được ghi chung và xuất hiện như một đơn vị từ thái.
Tuy nhiên, một hợp thành từ trong tiếng Phạn chỉ là một từ về mặt hình thái. Về mặt văn phạm thì hợp từ này không phải là một từ, mà là một cấu trúc ngữ nghĩa được hình thành từ nhiều chữ. Trong Phạn văn, mỗi hình dung từ được phối hợp với một danh từ trong một phiến ngữ (phrase) đều có thể được phối hợp với một thật danh từ (substantive). Ví dụ như śānta शान्त "tĩnh lặng" có thể xuất hiện
trong một đoạn câu:
śāntaṃ nagaram शान्तं नगरम् "thành phố tĩnh lặng"
hoặc trong một hợp thành từ:
śāntanagaram शान्तनगरम् "thành phố tĩnh lặng"
Hợp thành từ có thể được tạo một cách rất tự do, cụ thể là làm sao tạo cho tương ưng với những quy tắc, những hợp thành từ đã được tìm thấy trong những tác phẩm văn hoá. Như vậy thì trong Phạn văn, hợp thành từ có thể được tạo tương tự như những phiến ngữ hoặc những câu một cách ad hoc. Và cũng như trường hợp lập đoạn câu và những câu, ta không thấy sự hạn chế nào về mặt tạo hợp thành ngữ trong Phạn văn cả. Chỉ một vài quy tắc nhỏ được các nhà văn phạm truyền thống liệt kê ra.

#### Quy tắc tạo hợp thành từ
Cách tạo hợp thành từ luôn luôn theo một quy tắc giống nhau:
1. Những từ như thật danh từ (substantive), hình dung từ (adjective), quá khứ phân từ thụ động (participle preterite passive) cũng như những từ không biến đổi như phó từ (adverb) được nối lại với nhau và thành phần đi trước — có nghĩa là tất cả những thành phần ngoài thành phần cuối — xuất hiện dưới dạng thân nguyên thủy, tức là không được biến hoá.
2. Trong lúc nối những thành phần của hợp từ lại thì luật ngoại hợp biến được ứng dụng (một vài ngoại hạng tham khảo thêm Stenzler §307)
3. Thành phần thứ hai (hoặc thành phần cuối) đi sau của hợp từ được biến hoá tuỳ ngữ cảnh.

Người ta phân biệt năm loại hợp thành từ tương ưng với các nhóm ngữ cán (thân/gốc của từ) xuất hiện ở phần trước hoặc sau của một hợp từ, tương ưng với mối quan hệ ngữ pháp/nghĩa giữa phần trước và sau của hợp từ. Những thuật ngữ sau đây được dùng như cách trình bày của các nhà Phạn học truyền thống. Cách gọi trong ngoặc lấy từ văn phạm của những nhóm ngôn ngữ châu Âu.
1. Tatpuruṣa: Hợp thành từ xác định (determinative compound)
2. Karmadhāraya: Hợp thành từ miêu tả (descriptive compound)
3. Bahuvrīhi: Hợp thành từ mang tính chất định ngữ (attributive compound)
4. Dvandva: Hợp thành từ làm đồng đẳng (coordinative compound)
5. Avyayībhāva: Hợp thành từ mang tính chất phó từ (adverbial compound)

Ngoài ra người ta cũng liệt kê một loại thứ năm nữa là Amredita, chỉ sự lặp đi lặp lại. Ví dụ: dive-dive "ngày qua ngày", "mỗi ngày".

### Cú pháp
Vì các tiếp vĩ tự chỉ rõ các sự kiện hệ thuộc và các ngôi xưng, số nên thứ tự của các loại từ trong câu tương đối tự do, với khuynh hướng Chủ từ-Đối tượng-Động từ.

### Số từ
Số 1 đến 10 là:
| 1  | eka एक      | one   | un     |
| 2  | dvi द्वि      | two   | dos    |
| 3  | tri त्रि      | three | tres   |
| 4  | catur चतुर्   | four  | quatro |
| 5  | pañcan पञ्चन् | five  | cinco  |
| 6  | ṣaṣ षष्      | six   |        |
| 7  | saptan सप्तन् | seven |        |
| 8  | aṣṭan अष्टन्  | eight |        |
| 9  | navan नवन्   | nine  |        |
| 10 | daśan दशन्   | ten   |        |

Các số 1 đến 4 được biến hoá theo các sự kiện. Eka được biến hoá như một nhân xưng đại danh từ (chỉ khác ở giống trung, số ít, cách chủ ngữ và bổ trực là kết thúc bằng –म् thay vì –त्). Tri và Catur được biến hoá không có quy tắc:
|              | Số 3       | Số 3     | Số 3      | Số 4       | Số 4       | Số 4        |
| ------------ | ---------- | -------- | --------- | ---------- | ---------- | ----------- |
| Nam tính     | Trung tính | Nữ tính  | Nam tính  | Trung tính | Nữ tính    |             |
| Cách chủ ngữ | trayaḥ     | trīṇi    | tisraḥ    | catvāraḥ   | catvāri    | catasraḥ    |
| Cách bổ trực | trīn       | trīṇi    | tisraḥ    | caturaḥ    | catvāri    | catasraḥ    |
| Cách công cụ | tribhiḥ    | tribhiḥ  | tisṛbhiḥ  | caturbhiḥ  | caturbhiḥ  | catasṛbhiḥ  |
| Cách nhận    | tribhyaḥ   | tribhyaḥ | tisṛbhyaḥ | caturbhyaḥ | caturbhyaḥ | catasṛbhyaḥ |
| Cách li      | tribhyaḥ   | tribhyaḥ | tisṛbhyaḥ | caturbhyaḥ | caturbhyaḥ | catasṛbhyaḥ |
| Cách sở hữu  | triyāṇām   | triyāṇām | tisṛṇām   | caturṇām   | caturṇām   | catasṛṇām   |
| Cách vị trí  | triṣu      | triṣu    | tisṛṣu    | caturṣu    | caturṣu    | catasṛṣu    |

## Ảnh hưởng

### Ấn Độ ngày nay
Ảnh hưởng lớn nhất của tiếng Phạn có lẽ là những gì nó đã mang đến những ngôn ngữ lấy cơ sở văn phạm và từ vị từ nó ra. Đặc biệt trong giới tri thức Ấn Độ, tiếng Phạn được ca ngợi là một kho báu kinh điển và những bài tụng niệm của Ấn Độ giáo. Như tiếng Latinh đã ảnh hưởng đến những ngôn ngữ châu Âu, tiếng Phạn đã ảnh hưởng lớn đến hầu hết những ngôn ngữ của Ấn Độ. Trong khi những bài tụng niệm thường được ghi dưới dạng ngôn ngữ bình dân thì những chân ngôn tiếng Phạn được trì tụng bởi hàng triệu người theo Ấn giáo và trong hầu hết những đền thờ, các nghi thức tế lễ đều được thực hiện với tiếng Phạn, thường dưới dạng Phệ-đà phạn ngữ. Những dạng ngôn ngữ cao cấp của phương ngôn (vernacular) Ấn Độ như tiếng Bengali, tiếng Gujarati, tiếng Marathi, tiếng Telugu và tiếng Hindi - thường được gọi là "thanh tịnh" (sa. śuddha), "cao quý" - đều có độ Phạn hoá rất cao. Trong các ngôn ngữ hiện đại, trong khi tiếng Hindi dạng nói có khuynh hướng chịu ảnh hưởng nặng của tiếng Ả Rập và tiếng Ba Tư thì Bengali và Marathi vẫn lưu giữ một cơ sở từ vị to lớn. Bài quốc ca Jana Gana Mana được viết dưới dạng Bengali cao cấp, được Phạn hoá nặng nên có vẻ cổ xưa. Bài quốc ca tiền thân của Jana Gana Mana là Vande Mataram, một trước tác của Bankim Chandra Chattopadhyay được trích từ quyển Ānandmath của ông ta, là một bài thơ tiếng Phạn thuần tuý. Tiếng Malayalam, một ngôn ngữ được dùng tại bang Kerala, cũng phối hợp một số lượng từ vị tiếng Phạn đáng kể với cấu trúc ngữ pháp tiếng Tamil. Tiếng Kannada, một ngôn ngữ Nam Ấn khác cũng hàm dung từ vị tiếng Phạn. Được xem là phương tiện truyền dạy những khái niệm tâm linh, tiếng Phạn vẫn còn được ca ngợi và phổ biến tại Ấn Độ.
Tiếng Phạn được nói như tiếng mẹ đẻ tại Mattur gần Shimoga, một thôn làng nằm ở trung tâm Karnataka. Dân ở đây, bất cứ giai cấp nào, đều học và đàm thoại bằng tiếng Phạn từ nhỏ. Ngay những người bản xứ theo Hồi giáo cũng nói tiếng Phạn. Nhìn theo khía cạnh lịch sử thì làng Mattur được vua Kṛṣṇadevarāja của vương quốc Vijayanagara phó uỷ cho các học giả Phệ-đà và thân quyến của họ.
Từ ngữ tiếng Phạn được tìm thấy ở nhiều ngôn ngữ ngoài Ấn Độ. Ví dụ như tiếng Thái bao gồm nhiều từ mượn từ tiếng Phạn, như tên Rāvaṇa - hoàng đế Tích Lan - được người Thái gọi là Thoskonth, một từ rõ ràng xuất phát từ biệt danh tiếng Phạn khác là Daśakaṇṭha, "Người có mười cổ". Ngay người Philippines cũng dùng chữ guro, vốn là từ Guru của tiếng Phạn đùng để chỉ bậc đạo sư. Một số từ đã đi vào từ vị của các ngôn ngữ châu Âu như: Yoga, Dharma, Nirvana (sa. nirvāṇa), Ashram (sa. āśrama), Mandala (sa. maṇḍala), Aryan (sa. ārya), Guru, Bhagavan (sa. bhagavat), Avatar (sa. avatāra) v.v...

### Tương quan giữa tiếng Phạn và các ngôn ngữ hệ Hán-Tạng
Qua việc phổ biến Phật giáo bằng các bản dịch, tiếng Phạn và những phương ngôn hệ thuộc đã ảnh hưởng các nước lân cận với hệ ngôn ngữ Hán-Tạng. Phật giáo được truyền sang Trung Quốc qua các vị cao tăng theo Phật giáo Đại thừa, qua việc phiên dịch những kinh luận được viết theo Phật giáo tạp chủng phạn ngữ (Buddhist Hybrid Sanskrit) cũng như Hoa văn Phạn ngữ, và rất nhiều thuật ngữ được dịch âm thẳng sang Hán văn, bổ sung rất nhiều từ vị cho tiếng Hán cổ. Ví dụ như từ Phạn bodhisattva được phiên âm là Bồ-đề-tát-đoá hoặc viết tắt là Bồ Tát. Trong khi các chữ đơn Đề 提 "Nâng lên, nâng đỡ, kéo cho tiến lên" và Đóa "đổ đất thành đống" mang nghĩa riêng, thì khi được dùng để phiên âm tiếng Phạn chúng bị mất nghĩa, khái niệm của từ nguyên bodhisattva phải được trình bày và hiểu riêng.
Sau đây là một vài ví dụ tiêu biểu cho các thuật ngữ Hán-Việt được phiên âm từ tiếng Phạn:
- Bát-nhã và Bát-nhã-ba-la-mật-đa cho từ prajñā và prajñāpāramitā.
- Bát-đa-la, hoặc gọi tắt là "bát", cho từ pātra với nghĩa là cái bát đi khất thực của các vị tăng, và cũng là cái bát ăn cơm của ta.

Mặc dù Phật giáo tạp chủng phạn ngữ không phải là Hoa văn Phạn ngữ (nếu nói chính xác) nhưng từ vị của nó vẫn tương tự từ vị tiếng Phạn vì có cùng gốc, và vì người viết kinh muốn ghi theo lối tiếng Phạn Hoa văn để phổ biến. Ví dụ cho các bộ luận được viết dạng tiếng Phạn Hoa văn là các tác phẩm của Trung quán tông.

### Cái "chết" của tiếng Phạn
Những lời phê bình việc dạy và học tiếng Phạn thường liên quan đến sự phổ biến và việc nó không được nói nữa. Tuy nhiên, tiếng Phạn là một ngôn ngữ có một không hai, vượt thời gian. Một hệ thống kinh điển rất đồ sộ được biên tập vào lúc nó không còn được nói bởi thường dân. Sự thật tiếng Phạn là một ngôn ngữ bất biến, được chỉ đạo bằng những quy luật văn phạm khắt khe của Ba-ni-ni đã khiến người ta chọn lựa để ghi văn bản với dụng ý phổ biến và lưu thế lâu dài. Việc trước tác bằng tiếng Phạn chưa từng bị gián đoạn, đã được tiếp tục trong thời kì Hồi giáo nắm quyền và vẫn được tiếp nối ngay trong thời nay.